# Cyrtoneurina geminata
Cyrtoneurina geminata är en tvåvingeart som först beskrevs av Stein 1904.  Cyrtoneurina geminata ingår i släktet Cyrtoneurina och familjen husflugor. Inga underarter finns listade i Catalogue of Life.